# Mangelia taeniata
Mangelia taeniata é uma espécie de gastrópode do gênero Mangelia, pertencente a família Mangeliidae.